# Гай Клавдий Марцелл (заговорщик)
Гай Кла́вдий Марце́лл (лат. Gaius Claudius Marcellus) (около 90 — после 63 до н. э.) — римский военный и политический деятель, участник заговора Катилины
Гай Клавдий Марцелл — сын Марка Клавдия Марцелла, как и отец, участвовал в заговоре Катилины. Осенью 63 года до н. э. прибыл в Капую, после попытки получить контроль над отрядом гладиаторов был изгнан квестором Публием Сестием. После этого поднял мятеж в Бруттии; после доноса Луция Веттия (лат. Lucius Vettius) разбит Квинтом Туллием Цицероном.